# Бэнкэй
Сайто-но Мусасибо Бэнкэй (яп. 西塔の武蔵坊弁慶 Сайто:-но Мусасибо: Бэнкэй, 1155—1189), обычно называемый просто Бэнкэй, был японским воином-монахом (сохэем), служившим Минамото-но Ёсицунэ. Он обычно изображался как человек большой силы и верности, являясь популярной темой японского фольклора. Так как хроника «Адзума кагами» упоминает о нём только два раза, большая часть истории считается вымыслом. Его жизнь была приукрашена и искажена в более поздних произведениях, таких как Гикэйки, постановки театров но и кабуки.

## Биография
Рассказы о рождении Бэнкэя значительно разнятся. В некоторых говорится, что его отец был главным священником при храме, и он будто бы изнасиловал дочь кузнеца, мать Бэнкэя. Другие видят в нём потомка бога. Многие наделяют его демоническими чертами, представляя длинноволосым ребенком с длинными зубами. В юности Бэнкэя, возможно, называли Онивака (яп. 鬼若) — «дитя демона-людоеда», и есть много известных работ укиё-э, изображающих «Онивакамару», об Ониваке и его приключениях.
Он поступил в монастырь в раннем возрасте, и много путешествовал по разным обителям Японии. В этот период японские буддийские монастыри были важными административными и культурными центрами, а также самостоятельными военными организациями. Как и многие другие монахи, Бэнкэй, вероятно, прошёл обучение по владению нагинатой. В возрасте семнадцати лет, его рост, как говорили, составлял более двух метров. Покинув монастырь, он стал ямабуси, членом секты горных монахов, которые были узнаваемы по черным шапкам. В такой шапке Бэнкэй часто изображался на японских гравюрах.
Бэнкэй, по преданию, пришёл на мост Годзё в Киото, где разоружал каждого проходящего фехтовальщика, и в конечном итоге собрал 999 мечей. Но во время своего тысячного поединка сам был побеждён Минамото-но Ёсицунэ, сыном военачальника Минамото-но Ёситомо. С той поры Бэнкэй становится вассалом Ёсицунэ и сражается вместе с ним во время войны Гэмпэй против клана Тайра. Ёсицунэ приписывают большую часть военных успехов клана Минамото против Тайра, особенно окончательную победу в морском сражении при Данноура. Однако после недолгого триумфа против Ёсицунэ выступил его старший брат Минамото-но Ёритомо.
Последовали два года испытаний, во время которых Ёсицунэ был объявлен вне закона, а Бэнкэй оставался его верным спутником. В конце концов, они были окружены в замке Коромогава-но Татэ. Поскольку Ёсицунэ удалился к внутренней сторожевой башне замка, чтобы самостоятельно совершить ритуальное самоубийство (сеппуку), Бэнкэй выступил на мост перед главными воротами, чтобы дать ему время. Рассказывают, что воины боялись пересечь мост, никто не осмелился противостоять Бэнкэю. Все, кто это сделал, встретили быструю смерть. Когда сражение уже подходило к концу, неприятели заметили, что пронзённый стрелой и весь покрытый ранами, Бэнкэй стоял не шевелясь. Когда смельчаки пересекли мост и приблизились к нему, то гигант упал. Он умер стоя. Этот вид смерти стал известен как «стоячая смерть Бэнкэя» (яп. 弁慶の立往生 Бэнкэй но татио:дзё:).

## Постановки про Бэнкэя
Преданность и следование долгу чести делает Бэнкэя весьма популярным персонажем в японском фольклоре. В одной постановке театра кабуки перед Бэнкэем поставлена моральная дилемма: пересечь мост или остаться со своим сюзереном. Апогей драмы, её кульминационный момент, — когда монах, понимая своё положение, клянётся сделать то, что должен. В другой постановке, Бэнкэй даже убивает своего собственного ребенка, чтобы спасти дочь господина. В постановке театра но под названием «Атака», Бэнкэй выступает хозяином самому себе (замаскированным под портье), дабы избежать разоблачения. «Атака» была позднее адаптирована к жанру кабуки под названием Кандзинтё, также режиссёром Акирой Куросавой был снят кинофильм «Идущие по хвосту тигра».